# Роберто Фірміно
Робе́рто Фірмі́но Барбо́за де Оліве́йра (порт. Roberto Firmino Barbosa de Oliveira, нар. 2 жовтня 1991, Масейо, Бразилія) — бразильський футболіст, півзахисник, нападник і вінгер саудівського «Аль-Аглі». Відомий виступами у складі національної збірної Бразилії.
Кар'єру розпочав в клубі «Фігейренсе» у 2009 році. У 2011 році перейшов у німецький Гоффенхайм, за який відіграв 4,5 сезони, після чого у липні 2015 приєднався до складу «Ліверпуля». У 2023 році на правах вільного агента перебрався до саудівського «Аль-Аглі» з Джидди. 
Переможець Ліги чемпіонів УЄФА в 2019 і фіналіст цього ж турніру в 2018.

## Клубна кар'єра

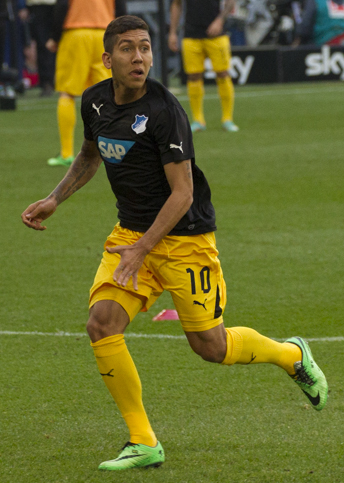
Фірміно в матчі за «Гоффенхайм»

### «Фігейренсе»
Народився 2 жовтня 1991 року в місті Масейо. Вихованець футбольної школи клубу «Фігейренсе».
Дебютував у дорослому футболі 24 жовтня 2009 року, вийшовши на заміну у матчі проти «Понте-Прета». Перший гол у в кар'єрі забив 8 травня 2010 у матчі проти «Сан-Каетано». 7 серпня 2010 року, Фірміно забив після виходу на заміну в матчі проти «Ікаси» (5:1). 23 жовтня знову відзначився голом у воротах «Ікаси», але цього разу команда Фірміно програла. В команді провів один сезон, взявши участь у 38 матчах чемпіонату.

### «Гоффенгайм»
Своєю грою за «Фігейренсе» привернув увагу представників тренерського штабу німецького «Гоффенгайм 1899», контракт з яким підписав 19 грудня 2010 року. Приєднався до складу клубу 1 січня 2011. Офіційно приєднався до складу німецького клубу 1 січня 2011. Дебютував за німецьку команду 26 лютого в програшному матчі проти «Майнца», вийшовши  на 75-й хвилині матчу. Дебютний гол за команду забив  16 квітня 2011 року, у матчі проти «Айнтрахта» (1:0). 
В матчі Кубку Німеччини проти «Франкфурта», Фірміно оформив дубль, чим допоміг «Гоффенгайму» розгромити команду з Франкфурта-на-Майні з рахунком 5:1. 8 листопада 2014, в матчі проти «Кельна» (3:4) бразилець знову зробив дубль, але його голи не допомогли «Гоффенгайму» перемогти.
Відіграв за гоффенгаймський клуб 4,5 сезони своєї ігрової кар'єри.

### «Ліверпуль»
До складу «Ліверпуля» приєднався 24 червня 2015 року за 29 мільйонів фунтів. Дебютував за нову команду у програшному матчі Прем'єр-ліги проти «Вест Гема» (0:3). Попри високу конкуренцію за місце у нападі «мерсисайдців» новачок отримав достатньо ігрового часу аби стати найкращим бомбардиром команди в чемпіонаті у своєму дебютному сезоні 2015/16. З приходом до команди нових талановитих нападників продовжував залишатися гравцем основного складу.
Перший гол в сезоні забив у матчі другого раунду Кубку Футбольної ліги проти «Бертона». 10 вересня двічі забив у матчі АПЛ проти «Лестер Сіті», який завершився 4:1. 27 грудня відзначився голом в переможному матчі проти «Сток Сіті» (4:1). Фірміно завершив сезон, зігравши в ньому 38 матчів, в яких забив 12 голів. За сезон відіграв 38 матчів, у яких відзначився 12 голами.

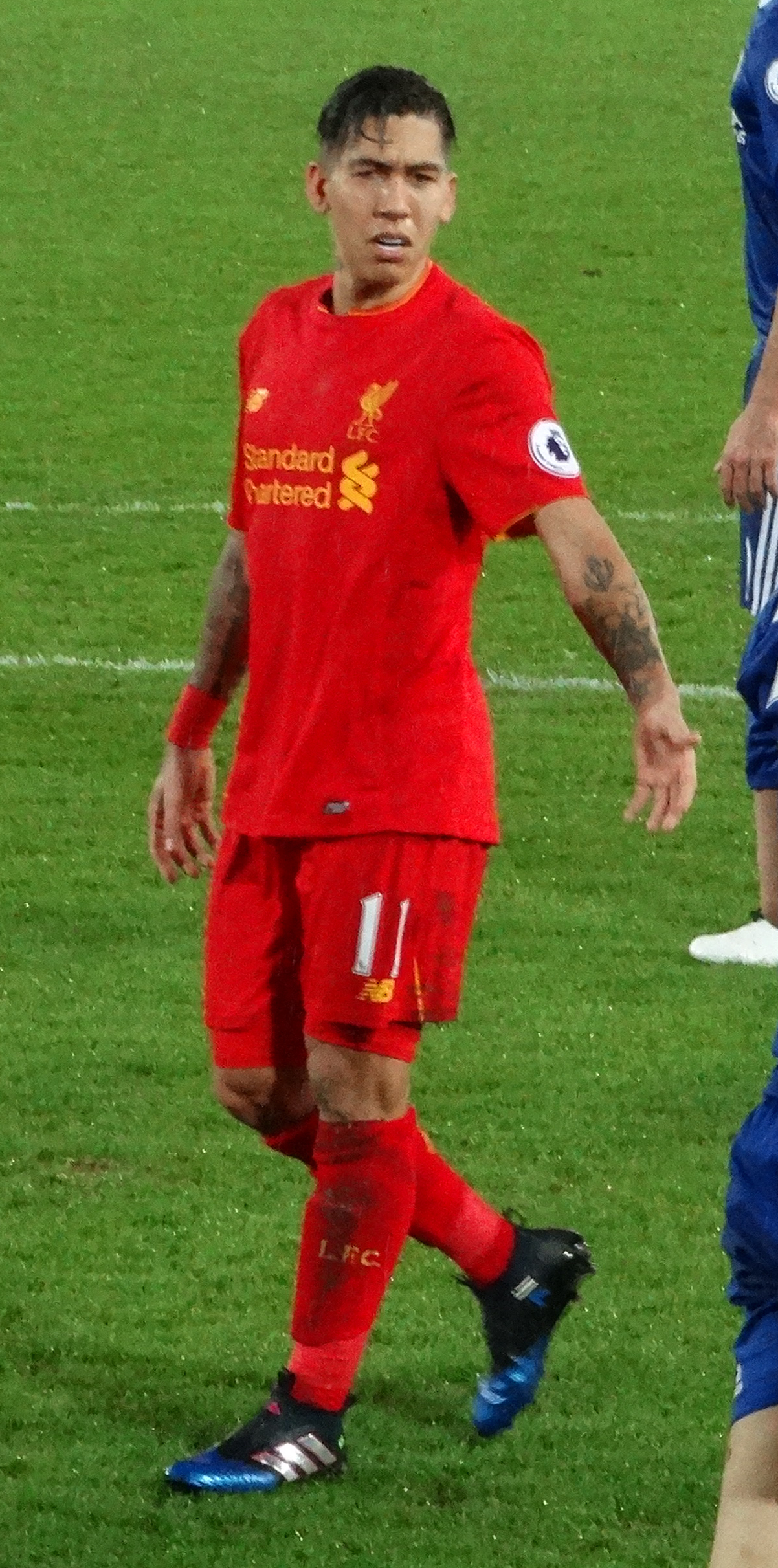
Роберто Фірміно в матчі проти Челсі 31 січня 2017

Перед початком сезону 2017/18 взяв 9 номер і сформував атакувальне тріо «Ліверпуля» разом із Садіо Мане і новачком Мохаммедом Салахом.
17 жовтня відзначився дублем в матчі Ліги чемпіонів проти «Марибора», в якому «мерсисайдці» розгромили словенську команду з рахунком 0:7.

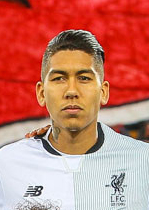
Роберто Фірміно в матчі ЛЧ проти «Спартака»

6 грудня, в розгромному матчі проти московського «Спартака» (7:0), відзначився голом на 19 хвилині
. 17 березня, забив гол у матчі проти «Вотфорда» (5:0). 29 квітня підписав новий довгостроковий контракт з «Ліверпулем».
В сезоні разом з «Ліверпулем» зайняв 4-е місце в Прем'єр-лізі. Атакувальне тріо «Ліверпуля» протягом сезону на трьох забило 91 гол у всіх змаганнях 32 голи з них прийшлися на Лігу чемпіонів. У цій Лізі чемпіонів англійська команда сягнула фіналу, в якому поступилася мадридському «Реалу» в Києві. Особисто Фірміно у цій єврокубковій кампанії відзначився 11 голами у 15 матчах турніру.
В сезоні 2018—2019 допоміг «Ліверпулю» до кінця першого кола АПЛ втримати лідерство чемпіонату. 29 грудня допоміг «Ліверпулю» декласувати «Арсенал» (5:1). В цьому матчі бразилець оформив свій перший хет-трик за «червоних». В «гонці за чемпіонство» проти «Манчестер Сіті» зрівняв рахунок на 64 хвилині забивши головою в пусті ворота. Але його команда все одно програла з рахунком 2:1. 19 січня 2019, забив 1000-й гол «Ліверпуля» в Прем'єр-лізі на Енфілді, в переможному матчі проти «Крістал Пелес» (4:3).
В лютому здобув нагороду Samba Gold-2018, яку кожного року вручають найкращому бразильцю в Європі, випередивши Марсело на 1,28%. 10 березня, у матчі 30 туру АПЛ проти Бернлі (4:2), бразильський нападник зробив дубль. 9 квітня, у матчі чвертьфіналу Ліги чемпіонів відзначився голом на 26-й хвилині, чим наздогнав напарників Салаха і Мане за голами у Лізі чемпіонів в футболці «Ліверпуля». 12 квітня було оголошено, що Фірміно став найкращим гравцем тижня у Лізі чемпіонів. 1 червня Фірміно почав матч фіналу Ліги чемпіонів УЄФА 2018-2019 проти Тоттенхема зі стартових хвилин. Після закінчення матчу, став переможцем турніру.
14 серпня Фірміно вийшов на 45-ій хвилині у матчі Суперкубку УЄФА проти лондонського «Челсі», у якому «Ліверпуль» переміг з рахунком 5:4 в серії пенальті. Гра закінчилася 2–2 після овертаймів, сам Фірміно двічі аситував Садіо Мане і пробив перший пенальті у післяматчевій серії. 31 серпня 2019 року Фірміно став першим бразильським гравцем, який забив 50 голів у Прем'єр-лізі, коли забив третій гол у матчі проти «Бернлі» (3:0).
19 грудня 2020 двічі відзначився у воротах «Крістал Пелес», «Ліверпуль» розгромив суперника з рахунком 0:7. Матч 25-го туру АПЛ проти «Евертона» (поразка «Ліверпуля» 0:2) став 200-им для гравця у Прем'єр-лізі.

### Подальша кар'єра
У 2023 році після закінчення контракту з «Ліверпулем» перебрався до «Аль-Аглі» з Джидди.

## Виступи за збірну
12 листопада 2014 року дебютував в офіційних матчах у складі національної збірної Бразилії, вийшовши на заміну у товариській грі зі збірною Туреччини. Тиждень потому, у своїй другій грі, забив свій перший гол за збірну, допомігши їй з рахунком 2:1 обіграти австрійців.
Був учасником Кубка Америки 2015 року, де взяв участь у всіх чотирьох матчах збірної на турнірі, що завершився для неї поразкою на стадії чвертьфіналів від Парагваю. Відзначився на континентальній першості голом у ворота збірної Венесуели на груповому етапі.
У травні 2018 року був включений до заявки збірної Бразилії для участі у тогорічному чемпіонаті світу. 

## Особисте життя
Під час матчів за «Ліверпуль» вболівальники розспівують ім'я Фірміно, називаючи його Боббі. Сам футболіст відреагував на це так: Тепер вони називають мене Боббі Фірміно. Приголомшливо! Мені подобається моє нове ім'я. Продовжуйте називати мене Боббі!
У грудні 2016 року, футболіста заарештували в центрі Ліверпуля за водіння в сп'янілому стані. Роберто оштрафували на 20 000 і  позбавили прав на рік.

## Статистика виступів

### Статистика клубних виступів
Станом на 30 грудня 2020
| Клуб              | Сезон             | Ліга              | Ліга | Ліга  | Кубок | Кубок | Кубок ліги | Кубок ліги | Континентальні | Континентальні | Інші змагання | Інші змагання | Усього | Усього |
| Клуб              | Сезон             | Дивізіон          | Ігор | Голів | Ігор  | Голів | Ігор       | Голів      | Ігор           | Голів          | Ігор          | Голів         | Ігор   | Голів  |
| ----------------- | ----------------- | ----------------- | ---- | ----- | ----- | ----- | ---------- | ---------- | -------------- | -------------- | ------------- | ------------- | ------ | ------ |
| «Фігейренсе»      | 2009              | Серія B           | 2    | 0     | —     | —     | —          | —          | —              | —              | —             | —             | 2      | 0      |
| «Фігейренсе»      | 2010              | Серія B           | 36   | 8     | —     | —     | —          | —          | —              | —              | 15            | 4             | 51     | 12     |
| «Фігейренсе»      | Усього            | Усього            | 38   | 8     | —     | —     | —          | —          | —              | —              | 15            | 4             | 53     | 12     |
| «Гоффенгайм 1899» | 2010–11           | Бундесліга        | 11   | 3     | —     | —     | —          | —          | —              | —              | —             | —             | 11     | 3      |
| «Гоффенгайм 1899» | 2011–12           | Бундесліга        | 30   | 7     | 3     | 0     | —          | —          | —              | —              | —             | —             | 33     | 7      |
| «Гоффенгайм 1899» | 2012–13           | Бундесліга        | 33   | 5     | 1     | 0     | —          | —          | —              | —              | 2             | 2             | 36     | 7      |
| «Гоффенгайм 1899» | 2013–14           | Бундесліга        | 33   | 16    | 4     | 6     | —          | —          | —              | —              | —             | —             | 37     | 22     |
| «Гоффенгайм 1899» | 2014–15           | Бундесліга        | 33   | 7     | 3     | 3     | —          | —          | —              | —              | —             | —             | 36     | 10     |
| «Гоффенгайм 1899» | Усього            | Усього            | 140  | 38    | 11    | 9     | —          | —          | 0              | 0              | 2             | 2             | 153    | 49     |
| «Ліверпуль»       | 2015–16           | Прем'єр-ліга      | 31   | 10    | 0     | 0     | 5          | 0          | 13             | 1              | —             | —             | 49     | 11     |
| «Ліверпуль»       | 2016–17           | Прем'єр-ліга      | 35   | 11    | 2     | 0     | 4          | 1          | —              | —              | —             | —             | 41     | 12     |
| «Ліверпуль»       | 2017–18           | Прем'єр-ліга      | 37   | 15    | 2     | 1     | 0          | 0          | 15             | 11             | —             | —             | 54     | 27     |
| «Ліверпуль»       | 2018–19           | Прем'єр-ліга      | 34   | 12    | 1     | 0     | 1          | 0          | 12             | 4              | —             | —             | 48     | 16     |
| «Ліверпуль»       | 2019–20           | Прем'єр-ліга      | 38   | 9     | 2     | 0     | 0          | 0          | 8              | 1              | 4             | 2             | 52     | 12     |
| «Ліверпуль»       | 2020–21           | Прем'єр-ліга      | 16   | 5     | 0     | 0     | 0          | 0          | 6              | 0              | 1             | 0             | 23     | 5      |
| «Ліверпуль»       | Усього            | Усього            | 191  | 62    | 7     | 1     | 10         | 1          | 54             | 17             | 5             | 2             | 267    | 83     |
| Усього за кар'єру | Усього за кар'єру | Усього за кар'єру | 369  | 108   | 18    | 10    | 10         | 1          | 54             | 17             | 22            | 8             | 473    | 144    |

1. ↑  Ігри в Лізі Європи
2. 1 2 3 4  Ігри в Лізі чемпіонів
3. ↑  Одна гра у Суперкубку Англії, одна у Суперкубку УЄФА, два виступи та два голи на Клубному чемпіонаті світу
4. ↑  Одна гра у Суперкубку Англії

### Статистика виступів за збірну
Станом на 14 січня 2021
| Бразилія | Бразилія | Бразилія |
| Рік      | Ігор     | Голів    |
| -------- | -------- | -------- |
| 2014     | 2        | 1        |
| 2015     | 9        | 3        |
| 2016     | 2        | 1        |
| 2017     | 5        | 0        |
| 2018     | 15       | 5        |
| 2019     | 2        | 1        |
| 2020     | 4        | 3        |
| Усього   | 48       | 16       |

### Матчі за національну збірну
Станом на 14 січня 2021 року
| Дата       | Місто                       | Господарі | Результат          | Гості          | Турнір                          | Голи | Примітки |
| ---------- | --------------------------- | --------- | ------------------ | -------------- | ------------------------------- | ---- | -------- |
| 12-11-2014 | Стамбул                     | Туреччина | 0 – 4              | Бразилія       | товариський матч                | -    | 75'      |
| 18-11-2014 | Відень                      | Австрія   | 1 – 2              | Бразилія       | товариський матч                | 1    | 62'      |
| 26-03-2015 | Сен-Дені                    | Франція   | 1 – 3              | Бразилія       | товариський матч                | -    | 88'      |
| 29-03-2015 | Лондон                      | Бразилія  | 1 – 0              | Чилі           | товариський матч                | 1    | 60'      |
| 07-06-2015 | Сан-Паулу                   | Бразилія  | 2 – 0              | Мексика        | товариський матч                | -    | 59'      |
| 10-06-2015 | Порту-Алегрі                | Бразилія  | 1 – 0              | Гондурас       | товариський матч                | 1    |          |
| 14-06-2015 | Темуко                      | Бразилія  | 2 – 1              | Перу           | Копа Америка 2015 - 1-й етап    | -    | 77'      |
| 17-06-2015 | Сантьяго                    | Бразилія  | 0 – 1              | Колумбія       | Копа Америка 2015 - 1-й етап    | -    |          |
| 21-06-2015 | Сантьяго                    | Бразилія  | 2 – 1              | Венесуела      | Копа Америка 2015 - 1-й етап    | 1    | 67'      |
| 27-6-2015  | Консепсьйон                 | Бразилія  | 1 – 1 (3 - 4 п.п.) | Парагвай       | Копа Америка 2015 - чвертьфінал | -    | 69'      |
| 8-9-2015   | Фоксборо (Массачусетс)      | США       | 1 – 4              | Бразилія       | товариський матч                | -    | 46'      |
| 7-10-2016  | Натал (Ріу-Гранді-ду-Норті) | Бразилія  | 5 – 0              | Болівія        | Відбір до ЧС 2018               | 1    | 67'      |
| 11-11-2016 | Белу-Оризонті               | Бразилія  | 3 – 0              | Аргентина      | Відбір до ЧС 2018               | -    | 80'      |
| 24-3-2017  | Монтевідео                  | Уругвай   | 1 – 4              | Бразилія       | Відбір до ЧС 2018               | -    | 89'      |
| 29-3-2017  | Сан-Паулу                   | Бразилія  | 3 – 0              | Парагвай       | Відбір до ЧС 2018               | -    | 87'      |
| 5-9-2017   | Барранкілья                 | Колумбія  | 1 – 1              | Бразилія       | Відбір до ЧС 2018               | -    | 63'      |
| 11-10-2017 | Сан-Паулу                   | Бразилія  | 3 – 0              | Чилі           | Відбір до ЧС 2018               | -    | 87'      |
| 14-11-2017 | Лондон                      | Англія    | 0 – 0              | Бразилія       | товариський матч                | -    | 76'      |
| 23-3-2018  | Москва                      | Росія     | 0 – 3              | Бразилія       | товариський матч                | -    | 65'      |
| 3-6-2018   | Ліверпуль                   | Бразилія  | 2 – 0              | Хорватія       | товариський матч                | 1    | 60'      |
| 10-6-2018  | Відень                      | Австрія   | 0 – 3              | Бразилія       | товариський матч                | -    | 67'      |
| 17-6-2018  | Ростов-на-Дону              | Бразилія  | 1 – 1              | Швейцарія      | ЧС 2018                         | -    | 79'      |
| 22-6-2018  | Санкт-Петербург             | Бразилія  | 2 – 0              | Коста-Рика     | ЧС 2018                         | -    | 68'      |
| 2-7-2018   | Самара                      | Бразилія  | 2 – 0              | Мексика        | ЧС 2018                         | 1    | 86'      |
| 6-7-2018   | Казань                      | Бразилія  | 1 – 2              | Бельгія        | ЧС 2018                         | -    | 58'      |
| 8-9-2018   | Іст-Ратерфорд               | США       | 0 – 2              | Бразилія       | товариський матч                | 1    | 75'      |
| 16-10-2018 | Джидда                      | Бразилія  | 1 – 0              | Аргентина      | товариський матч                | -    |          |
| 16-11-2018 | Лондон                      | Бразилія  | 1 – 0              | Уругвай        | товариський матч                | -    |          |
| 20-11-2018 | Мілтон-Кінз                 | Бразилія  | 1 – 0              | Камерун        | товариський матч                | -    | 46'      |
| 23-3-2019  | Порту                       | Бразилія  | 1 – 1              | Панама         | товариський матч                | -    | 60'      |
| 26-3-2019  | Прага                       | Чехія     | 1 – 3              | Бразилія       | товариський матч                | 1    | 87'      |
| 9-6-2019   | Порту-Алегрі                | Бразилія  | 7 – 0              | Гондурас       | товариський матч                | 1    | 55'      |
| 14-6-2019  | Сан-Паулу                   | Бразилія  | 3 – 0              | Болівія        | Копа Америка 2019 - 1º етап     | -    | 65'      |
| 18-6-2019  | Салвадор                    | Бразилія  | 0 – 0              | Венесуела      | Копа Америка 2019 - 1º етап     | -    |          |
| 22-6-2019  | Сан-Паулу                   | Перу      | 0 – 5              | Бразилія       | Копа Америка 2019 - 1º етап     | 1    |          |
| 27-6-2019  | Порту-Алегрі                | Бразилія  | 0 – 0 (4 – 3 п.п.) | Парагвай       | Копа Америка 2019 - чвертьфінал | -    | 47'      |
| 2-7-2019   | Белу-Оризонті               | Бразилія  | 2 – 0              | Аргентина      | Копа Америка 2019 - півфінал    | 1    |          |
| 7-7-2019   | Ріо-де-Жанейро              | Бразилія  | 3 – 1              | Перу           | Копа Америка 2019 - фінал       | -    | 75'      |
| 7-9-2019   | Маямі-Ґарденс               | Бразилія  | 2 – 2              | Колумбія       | товариський матч                | -    | 83'      |
| 10-9-2019  | Лос-Анджелес                | Бразилія  | 0 – 1              | Перу           | товариський матч                | -    | 63'      |
| 10-10-2019 | Сінгапур                    | Бразилія  | 1 – 1              | Сенегал        | товариський матч                | 1    | 59'      |
| 13-10-2019 | Сінгапур                    | Бразилія  | 1 – 1              | Нігерія        | товариський матч                | -    | 62'      |
| 15-11-2019 | Ер-Ріяд                     | Бразилія  | 0 – 1              | Аргентина      | товариський матч                | -    |          |
| 19-11-2019 | Абу-Дабі                    | Бразилія  | 3 – 0              | Південна Корея | товариський матч                | -    | 84'      |
| 9-10-2020  | Сан-Паулу                   | Бразилія  | 5 – 0              | Болівія        | Відбір до ЧС 2022               | 2    | 71'      |
| 13-10-2020 | Ліма                        | Перу      | 2 – 4              | Бразилія       | Відбір до ЧС 2022               | -    |          |
| 13-11-2020 | Сан-Паулу                   | Бразилія  | 1 – 0              | Венесуела      | Відбір до ЧС 2022               | 1    |          |
| 17-11-2020 | Монтевідео                  | Уругвай   | 0 – 2              | Бразилія       | Відбір до ЧС 2022               | -    |          |
| Усього     |                             | Матчів    | 48                 |                | Голів                           | 16   |          |

## Досягнення

### «Ліверпуль»
- Переможець Ліги чемпіонів УЄФА (1):

2018—2019
- Володар Суперкубка УЄФА (1):

2019
- Чемпіон світу серед клубів (1):

2019
- Чемпіон Англії (1):

2019—2020
- Володар Кубка Англії (1):

2021—2022
- Володар Кубка Футбольної ліги (1):

2021—2022
Володар Суперкубка Англії (1):
2022

### Збірна Бразилії
- Переможець Суперкласіко де лас Амерікас (1): 2018
- Переможець Копа Америка (1): 2019[57]
- Срібний призер Копа Америки (1): 2021

### Особисті
- Символічна збірна Ліги чемпіонів (1):

2017–2018
- Прорив сезону в Бундеслізі (1):

2013–2014
- Samba Gold (1):

2018